# Neodruidismo
La tradición druídica, mejor conocida extraoficialmente como druidismo o neodruidismo, es una religión minoritaria de tipo neopagano que promueve un estilo de vida en armonía con el mundo y cuyo principio fundamental es el respeto a la naturaleza.
El druidismo no pretende ser una reconstrucción exacta de la religión de los druidas o celtas de la antigüedad, pero utiliza la filosofía celta como fuente de inspiración espiritual; se basa en la sabiduría y el conocimiento que dejaron los antiguos druidas (entre otros eruditos celtas y demás formas de sabiduría popular) para el desarrollo personal y mejora de la sociedad. Si bien los druidas de antaño no dejaron registros escritos de su teología y prácticas rituales, existen otras fuentes históricas: los escritos de los autores clásicos de la Grecia y Roma antiguas, los escritos medievales de Irlanda y Gales —que son un sincretismo entre las leyendas y mitología celta pagana y la cosmovisión medieval cristiana—, así como los estudios en lingüística, arqueología e historia llevados a cabo a partir del siglo XIX. Otra fuente importante es la tradición popular, que ha llegado a nuestros días.
El neodruidismo ha ganado adeptos en todo el mundo, principalmente en las islas británicas, Francia y España, entre otros países como Australia, Chile, Argentina, Brasil y Costa Rica. Los seguidores pueden pretender llegar a considerarse druidas, o solamente pertenecer al grupo creyente en la sabiduría celta.
Existen grupos puramente neodruídicos, que basan su búsqueda espiritual y consideran su religión al camino druídico y la tradición celta; sin embargo también existen otro tipo de druidas, que admiten la doble pertenencia: un neodruida puede formar parte de un grupo y al mismo tiempo ser miembro de cualquier otra religión, por ejemplo el budismo o el hinduismo; estas personas no ven al druidismo como una religión, sino como una filosofía complementaria. Asimismo, existen grupos neodruídicos que están ligados a grupos masones o grupos culturales, como el Eisteddfod que se enfoca en las tradiciones de cultura y lenguas galesas y célticas; son druidas honorarios de esta asociación la Reina Isabel II de Inglaterra, el Arzobispo de Canterbury, entre otras personalidades políticas, religiosas y artísticas.
Existe también otro tipo de grupos neodruídicos: los reconstruccionistas celtas. Son aquellos que intentan reconstruir la creencia druídica basándose en la información existente que la literatura, historia y arqueología han aportado, tratando de evitar la mezcla con otros caminos y filosofías que los druidas románticos o eclécticos usan.
La última conexión con el druidismo antiguo se dio en Irlanda hasta el siglo VI, cuando se completó la conversión de la isla al cristianismo y los druidas dejaron de ser una élite político-religiosa.
El neodruidismo es una religión relativamente nueva, con no más de 300 años de existencia. Es reconocido como asociación religiosa desde el año 2004 en Quebec (Canadá – Les druides du Quebéc), desde diciembre de 2010 (Orden Druida Fintan) y octubre de 2012 (Hermandad Druida Dun Ailline) en España. Desde octubre de 2010, (Druidnetwork), Inglaterra concede al druidismo los mismos derechos y obligaciones que las grandes religiones.

## Conceptos principales
El druidismo es un camino espiritual y filosófico que encuentra sus raíces en la naturaleza. Intenta buscar la conexión del individuo con ella en sus tres reinos, según la cosmovisión celta: la tierra, el cielo y el mar. Dentro de la práctica del druidismo, el hombre debe vivir honrando como sagrados, a la naturaleza, los ancestros, y el legado dejado por ellos.
Al estudiar la naturaleza, los practicantes de druidismo celebran el ciclo de las estaciones, y al interactuar con la naturaleza, se involucran en el trabajo ecológico y en la protección de la Tierra y sus habitantes. Por otro lado, al estudiar al ser humano, el practicante trabaja en el conocimiento propio, buscando entender las emociones, la razón, la conciencia y la voluntad; características humanas. Al encontrar sus fuentes de inspiración, nutrirá y expresará los resultados de su búsqueda para proveer de conocimiento e inspiración a su comunidad.
Los objetivos del druidismo son honrar la vida y mantener, investigar y recrear las antiguas tradiciones.

## Creencias
En el neodruidismo coexisten varios grupos, y a menudo con diferentes creencias entre sí, ya que tampoco existió un solo pueblo celta sino varios pueblos celtas con varios panteones y diferentes creencias. Los registros hablan de más de 400 dioses celtas, pero existieron cultos pan-célticos a algunos dioses principales. Tampoco hay un solo camino del druidismo, si no varios: el irlandés, bretón, gales, asturiano, gallego, galo, etc., por lo que cada tradición, dependiendo de su zona de origen, tiene sus propias creencias, rituales y finalidad, siempre tratando de evitar las estructuras dogmáticas. De hecho, es un principio central de muchos grupos druídicos que no debe haber dogmas. No hay autoridad central sobre el movimiento, ni ningún líder histórico o religioso.
Las siguientes creencias pueden considerarse comunes o mayoritarias entre los neodruidas:[cita requerida]
- Creen en uno o varios dioses, favoreciendo el panteón celta; pudiendo estos manifestarse de muchas maneras durante su vida;
- Honran a sus antepasados y buscan su conocimiento y sabiduría diariamente;
- Creen en la inmortalidad del alma;
- Creen que la humanidad incluye tres partes: cuerpo, mente y alma;
- Velan por el equilibrio, teniendo en cuenta el equilibrio interno entre las tres partes que conforman al ser humano;
- Creen que en el espíritu del AWEN o IMBAS (el nombre depende de la tradición): el espíritu fluido, la energía que fluye de los dioses a los humanos para aportarles la inspiración;
- Creen que el ser humano es cocreador con los dioses, entienden que esta cooperación es una responsabilidad para con el medio ambiente, para con los seres vivos y con ellos mismos;
- Ven la ciencia, religión y magia como sabiduría viviente, en armonía con el Universo y su lugar dentro de él;
- Creen en la magia, la cual se define como la habilidad que a través de un apropiado entrenamiento, conocimiento e intención puede modificar el entorno, trabajando con las leyes naturales para ayudarnos en cualquier circunstancia que suceda en nuestras vidas. No son creencias en supersticiones o hechizos, sino de que todos formamos parte de la divinidad, de la energía de la creación.

## Tipos de druidismo
Los grupos neodruídicos se pueden clasificar en cinco categorías principales:[cita requerida]
- Druidas esotéricos: continuadores de la doctrina de John Toland. Basados en el deísmo y otras tendencias esotéricas.
- Druidas masones: continuadores de la doctrina de Henry Hurle, que contiene influencias masónicas, en especial su ritual está inspirado en la masonería escocesa, exponentes: The Ancient Order of Druids in America, Orden Hermética del Alba Dorada.
- Druidas románticos o revitalistas: Tienen su origen en los movimientos revitalistas del siglo XVII y XVIII, uno de los mayores exponentes de este movimiento fue Iolo Morganwg, cuyos textos están influidos por la corriente nacionalista galesa de esa época. Los principales exponentes son la The Order of Bards, Ovates and Druids y fundada por Ross Nichols:
- Órdenes reconstruccionistas: Druid order of WhiteOak; Henge of Keltria; Ar nDraiocht Fein; Ord Draiochta Na Uisnech; Hermandad Druida Dun Ailline.
- Druidas del National Gorsedd de Gales, asociación cultural parte del National Eisteddfod of Wales, cuya finalidad es conservar y alentar las tradiciones culturales y lingüísticas de Gales.

## Lugares de ceremonias
En la tradición druídica, los lugares sagrados se llaman nementon. Son por lo general lugares naturales. La filosofía celta encuentra estos lugares como los más adecuados para encontrar una comunión entre la divinidad y los seres humanos.

## Rituales

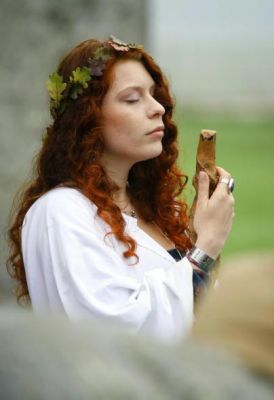
Mujer druida durante una ceremonia en Stonehenge.

Los rituales son de extensa importancia dentro del camino druídico. Los rituales se dividen en dos grandes grupos.
1) Los rituales mayores, que se llevan a cabo a lo largo del año; usualmente cuatro u ocho festividades. Involucran el paso de un estado a otro, son rituales iniciáticos que marcan un cambio en nuestra vida. Pueden ser rituales de iniciación en alguno de los grados del estudio del Druidismo; ritos de matrimonio, de nacimiento y de defunción. Usualmente estos ritos involucran la participación de la comunidad, pero si por alguna razón el Druida se encuentra lejos de su comunidad o desea realizarlos de forma privada, también es válido y se lleva a cabo.
El objetivo fundamental, además de contribuir al sentido de comunidad y pertenencia, es el estar en sintonía con los ciclos naturales, es tener conocimiento dentro de nuestra mente, cuerpo y espíritu de los ciclos solares y lunares, de los ciclos de vida, muerte y renacimiento.
2) Los ritos privados. Estos incluyen ceremonias de consagración de algún objeto especial, plegarias, meditaciones, estudios, técnicas adivinatorias, invocaciones, creaciones y bendiciones de altares. Aunque en general estos rituales se realizan de forma privada, no es condición única que se realicen en solitario; parejas o pequeños grupos pueden llevarlos a cabo. No existe un día determinado para llevar a cabo los ritos privados, si bien algunos Druidas encuentran que los momentos idóneos para realizarlos son los momentos liminales de los ciclos de la tierra, como los equinoccios, solsticios, comienzos de estación, o las lunas nueva y llena.
Los rituales druídicos no son ceremonias, es decir, no llevan una estructura rígida y ceremonial bajo un libreto definido, la tradición druídica trata de evitar la rigidez en su espiritualidad, por lo que no admite e incluso ve como pérdida de validez, el llevar a cabo un ritual de forma dogmática y mecánica, nadie puede decir los puntos que deben estar en todo ritual ni los puntos que no pueden incluirse.

## Concepción del alma, la vida y la muerte
Si bien el Druida es consciente de otras realidades aparte del mundo físico y palpable, se cree en la inmortalidad del alma, ya sea a través de transmigración o reencarnación, o en el paso del alma al otro mundo, donde vivirá una nueva vida. El objetivo de cada vida es obtener conocimiento, creatividad y amor. No existe el concepto de premio o castigo que tienen otras religiones, incluso quienes creen en la transmigración o reencarnación no la ven acompañada de un karma como castigo a los errores de la vida anterior. El druida busca la iluminación de cada vida en el acceso al awen. Para el druida el ciclo de las vidas es infinito, y parte de la naturaleza. La vida se ve como una espiral, que va con el laberinto con la verdad y el conocimiento con la triple espiral, con el triskel.
Las leyendas celtas se refieren al otro mundo con varios nombres, como Tir na nÓg, el país de la eterna juventud, Avalon o el país de las manzanas (metáfora del conocimiento), entre otros. El nombre varía dependiendo de la localidad y el idioma celta. Este otro Mundo es una realidad palpable, presente y real para los seguidores de la tradición druídica, forma parte de nuestra realidad. Algunos creen que, entre la vida y la muerte, el alma tiene un tiempo de descanso en algunas de las islas y tierras místicas de la tradición celta.

## Ética
La ley Brehon, concluye once principios del código de conducta del Druidismo.
- Cada acción trae su consecuencia que debe ser tomada en cuenta y se debe estar preparado para compensar por nuestras acciones, si así es requerido;
- Toda vida es sagrada y todos somos responsables de velar en que este estándar sea respetado.
- Se vive dentro de una sociedad y se debe respetar sus reglas;
- Trabajar con altas expectativas y estándares;
- Llevar un modo honesto de vivir;
- Ser buen anfitrión, así como un buen huésped;
- Se debe cuidar de uno mismo; la salud era tomada en alta estima, al punto que una persona podía ser multada por sobrepeso debido a la falta de cuidado;
- Servicio a la comunidad;
- Mantener un balance sano entre lo espiritual y lo mundano;
- Mantener en alto la verdad, empezando con nosotros mismos;
- Estar seguro en tus convicciones, particularmente cuando se va a realizar un juicio hacia alguien más, así como cuando se debata. Deberás preguntarte a ti mismo: ¿Estoy realmente seguro? ¿Realmente se que eso es así?.[3]

## Las virtudes celtas
Los druidas valoran la libertad individual, y los estándares éticos incluyen la responsabilidad por los actos y pensamientos propios, estar consciente de la relación personal con la sociedad y también con la red de vida que forma el universo. Los valores celtas se resumen en seis nobles virtudes:
- Honor.
- Honestidad.
- Justicia.
- Hospitalidad.
- Lealtad.
- Coraje.

El druidismo rechaza terminantemente cualquier tipo de discriminación o rechazo por género, raza, nacionalidad, preferencia sexual, posición socioeconómica o de cualquier otra índole, adaptándolo de ese modo a las ideas modernas del progresismo occidental.

## Las tríadas druídicas
La base de la cosmología celta es el número tres. Hay literalmente cientos de tríadas, para cada aspecto de la vida, encontramos entre ellas:
- Tres atributos de aquellos que buscan el consejo de los antiguos espíritus: iluminación, sabiduría y claridad.
- Tres seguidores de la sabiduría: imaginación, propósito y esfuerzo.
- Tres cosas que nunca se acabarán: el florecimiento de la caridad, el alma y el amor perfecto.
- Tres cosas de las que todos somos capaces y sin las que nada puede ser: fuerza del cuerpo, sabiduría como fortaleza de la mente y amor a la sabiduría intuitiva.[7]
- "Un Druida debe ver todo, aprender todo, sufrir todo". Aquí el significado de sufrir es muy diferente al actual, significa desequilibrarse. Los druidas llamaban a esta teoría como Eneidvaddeu. En conclusión, la doctrina del Desequilibrio Constructivo se basa en que: Fuerzas perfectamente equilibradas dan como resultado un movimiento neto de cero, y al no haber movimiento, tampoco hay crecimiento.
- Tres cosas que un bardo no debe de revelar: una verdad injuriosa, la ignominia de un amigo, los secretos druídicos.
- Tres claves del saber druídico: saber, atreverse, guardar silencio.
- Tres virtudes del saber: ser consciente de todo, soportarlo todo, ser despojado de todo.
- Tres cosas que un hombre es: lo que el piensa que es, lo que los demás piensan que es, lo que realmente es.
- Tres cosas que deben se ser controladas: la mente, el deseo, la mano.
- Tres cosas que el sabio debe de evitar: esperar lo imposible, llorar por lo irrecuperable, temer lo inevitable.[8]

## Símbolos
El triskel es el símbolo celta que representa la evolución, aprendizaje y el crecimiento. Representa el equilibrio entre cuerpo, mente y espíritu. Manifiesta el principio y el fin y la eterna evolución. Entre los druidas simbolizaba la trinidad pasado, presente y futuro, los tres reinos de la cosmología celta: mar, tierra y cielo.
El IMBAS o AWEN, es la inspiración que nos llega y nos permite convivir con todo el cosmos en total y completa armonía.
Imbás en la tradición irlandesa o Awen en la tradición gala-bretona. Ambos significan el espíritu fluido, la energía que fluye de los dioses a los humanos para aportarles la inspiración (poética, inventiva, creadora...) Es el espíritu inspirado: la repentina llama de lucidez que inflama los pensamientos de los hombres y les da sabiduría, facilidad de palabra y energía. El IMBAS se puede alcanzar a través de la música, de la meditación, del amor, del valor o un regalo de la deidad.
También es común el uso de la Triquetra, como símbolo del devenir infinito de la vida, aprendizaje y sabiduría en equilibrio con el número tres sagrado que representa los tres reinos, tierra, mar y cielo; presentes en la tradición celta.
Otro tipo de arte celta, como los encontrados en los monolitos irlandeses, británicos y galos es también de uso común

Triskel
Awen
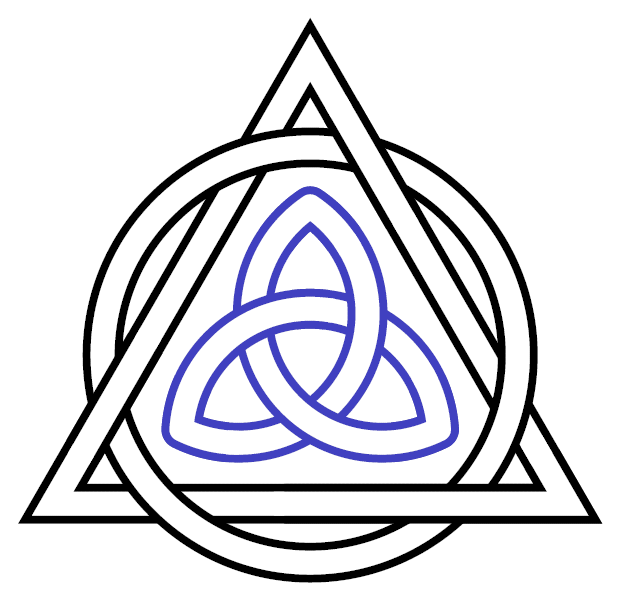
Triquetra
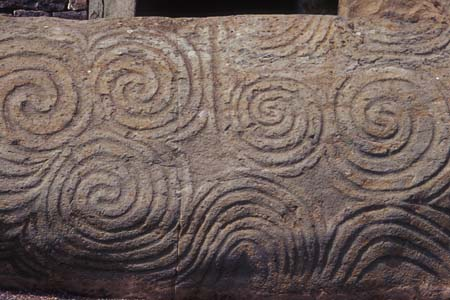
Arte celta encontrado en la entrada de Newgrange en Irlanda
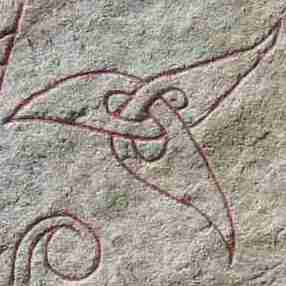
Triquetra en las piedras de Funbo, en la Universidad de Uppsala.
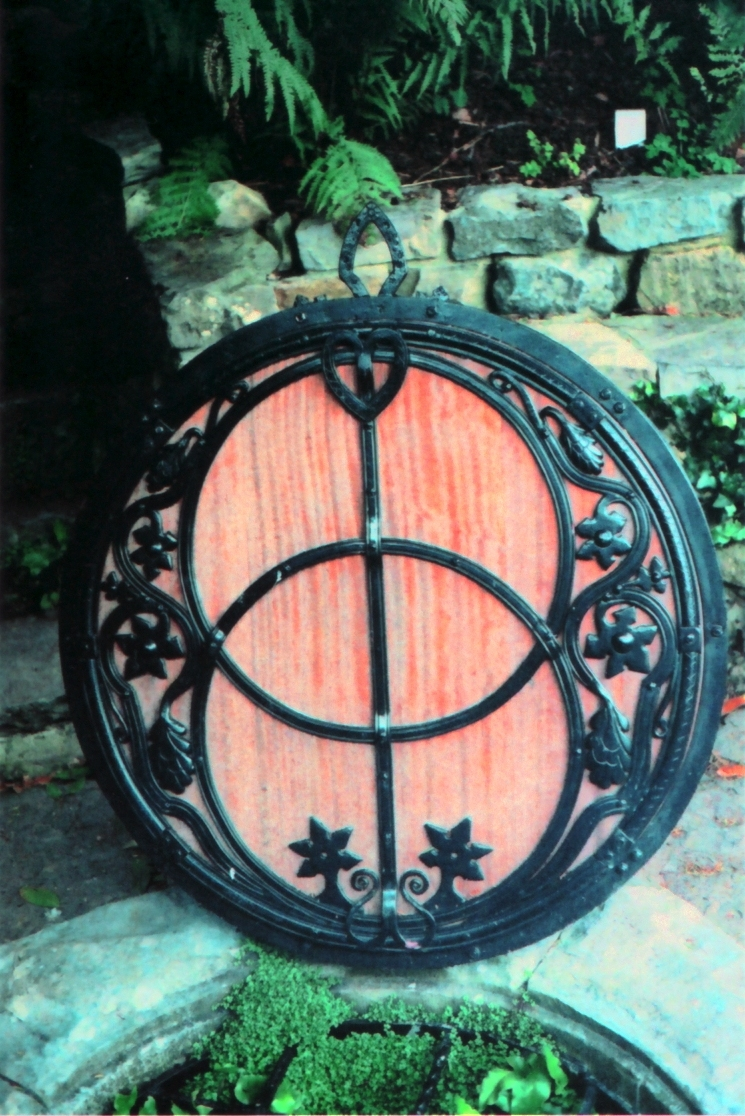
Cubierta del Pozo del Cáliz en Glastonbury
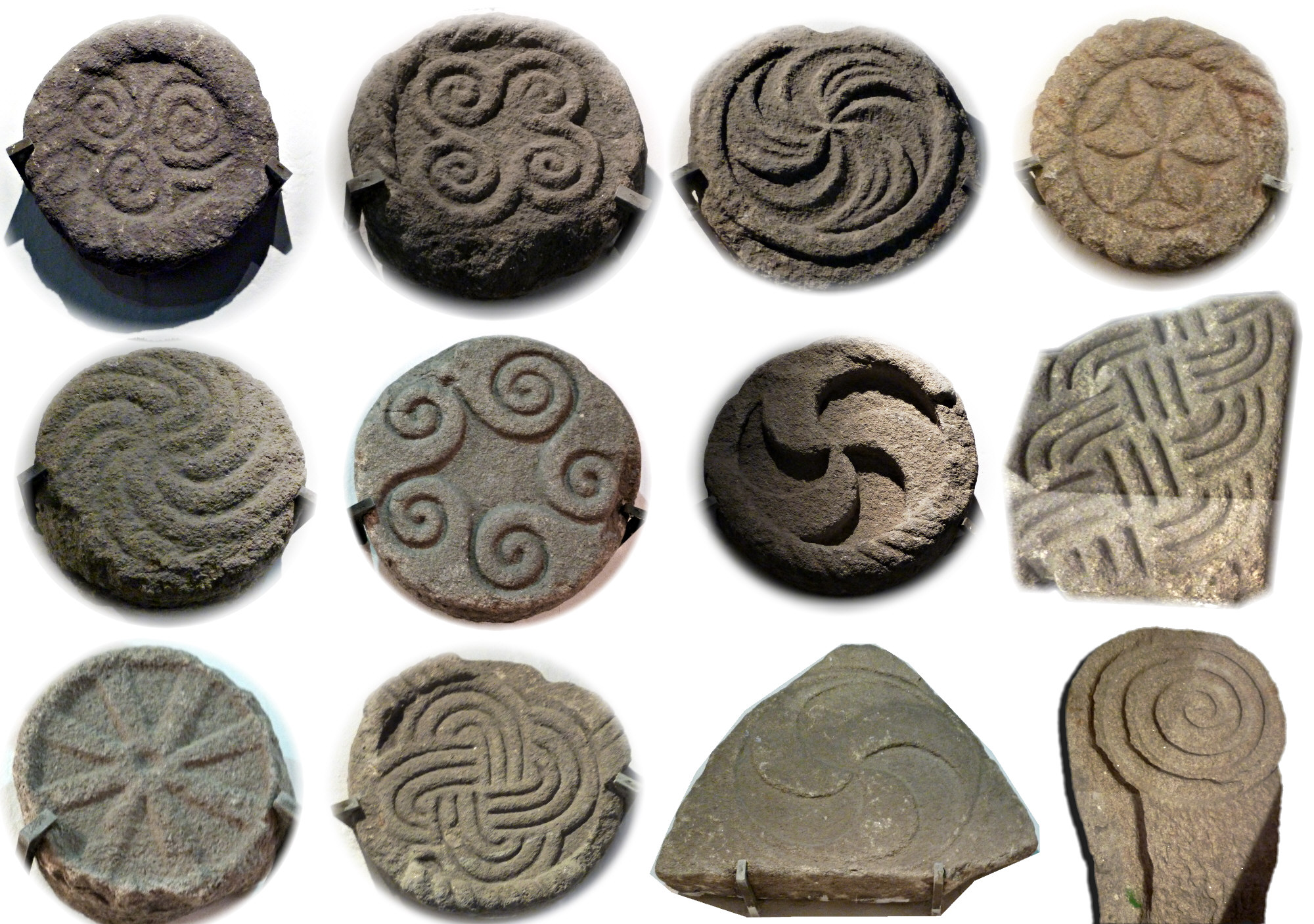
Selección de tallas del castro de Santa Tecla.

## Festividades
En el camino druídico se celebran las festividades de antaño, aprovechándolas para acrecentar el sentido de comunidad y pertenencia. Es también un proceso personal para entrar en sintonía con los ciclos del planeta tierra, de las estaciones que marcan su paso alrededor del sol, así como de los ciclos de la luna alrededor de la tierra; de esta forma se desarrolla una mayor involucración con nuestro planeta y nuestro entorno.
Existen cuatro festivales que todas las organizaciones druídicas están de acuerdo en celebrar.
- Samhain - Pronunciado Sawin.
- Imbolc - Pronunciado Imbolg.
- Bealtaine - Pronunciado Beltine.
- Lughnasadh - Pronunciado Lunasa.

Equinoccios y solsticios
Los equinoccios y solsticios no eran celebrados por los antiguos celtas, si bien lo más probable es que los druidas conocieran la importancia astronómica de estos días, y tal vez algún ritual se llevara a cabo. No eran celebraciones populares, pero algunos druidas modernos si aceptan las celebraciones solares buscando así un equilibrio entre las fiestas lunares y solares. Estas fiestas solares han sido nombradas por neodruidas de tradición galesa con un nombre en latín, aquí se enumeran dichos nombres y el nombre correspondiente a la tradición wicca:
- Alban Arthuan - Yule.
- Alban Eiler - Ostara.
- Alban Heruin - Litha.
- Alban Elued - Mabon.